# Gigantodax nigrescens
Gigantodax nigrescens är en tvåvingeart som först beskrevs av Edwards 1931.  Gigantodax nigrescens ingår i släktet Gigantodax och familjen knott. Inga underarter finns listade i Catalogue of Life.